# 息もできない夏
『息もできない夏』（いきもできないなつ）はフジテレビジョンで2012年7月10日から9月18日まで放送された火曜日9時枠の連続ドラマ。毎週火曜日21:00 - 21:54(JST)放送。全11話。
主演は武井咲。

## 概要
離婚後300日問題と無戸籍問題を取り上げたサスペンスラブストーリーである。
武井咲は前クールのテレビ朝日系ドラマ『Wの悲劇』から2クール連続の連ドラ主演であり、フジテレビ系列の連ドラは今作が初主演である。また、江口洋介はフジテレビ系ドラマ『スクール!!』から1年半ぶりの連ドラ出演である。
キャッチコピーは「私は、ここにいるのに、どこにもいない。」

## あらすじ
パティシエールを目指して、洋菓子店でアルバイトしている谷崎玲は、日頃の勤務態度が評価され、社員登用の打診を受ける。しかし、店長から住民票記載事項証明書などの書類を早急に提出するよう求められ、区役所で手続きを行うが、簡単に受理されなかった。玲と対面した戸籍係担当者・樹山は、玲は無戸籍者であり「現在、あなたは存在していない状態」だと告げる。その後、玲は葛藤の末に自らの存在を証明するため、自分の戸籍を手に入れようとするが、数々の障害と困難が待ち構えていた。

## キャスト

### 主要人物
谷崎 玲〈18〉
演 - 武井咲（幼少期：横溝菜帆 / 少女期：佳音）
パティスリー・シャルロットのアルバイト。純粋で誰にでも優しくフレンドリーな性格。パティシエールを目指し、フランス留学を希望していたが、自分の戸籍がないという事実を知り衝撃を受ける。高校在学中からバイトとして洋菓子店シャルロットに入る。そこで努力や才能が認められ、バイトながらアップルパイの担当を任されたり、社員に推薦される。今は店長と同僚の理解を得て、戸籍が得られるまで社員採用を待ってもらっている状態である。無戸籍の人が集まるチャットサイトで草野と知り合う。ハンドルネームは「アップルパイ」。血液型はO型。
樹山 龍一郎〈42〉
演 - 江口洋介
元新聞記者。南区役所臨時職員。過去の贖罪で片岡親子と同居している。戸籍がない状況で苦しむ玲に助言や励ましの言葉を送る。

### 谷崎家
谷崎 麻央〈14〉
演 - 小芝風花
玲の妹。勘が鋭く、姉と母の行動を不信に思う。葉子の殺人未遂騒動が原因で、ラケットに落書きをされるなどのいじめに遭う。
谷崎 葉子〈39〉
演 - 木村佳乃
玲と麻央の母。北深医療センター介護士。DVが原因で別れた元夫の鮎川宏基に娘の存在を知られたくないという理由と、鮎川と離婚してから約10ヵ月後に長女・玲を出産し、玲を再婚相手である谷崎啓介の籍に入れることができなかったため、無戸籍者にさせてしまう。また、長女の戸籍を新しく作ることに難色を示す。玲は自分の娘だと言い張る鮎川を刺そうとし、そこで止めに入った父親を誤って刺してしまう。
谷崎 啓介
演 - 神尾佑
玲と麻央の父。14年前に事故で他界する。 葉子と入籍してから3ヵ月後に玲が産まれている。
谷崎 香緒里〈62〉
演 - 浅田美代子
玲と麻央の父方の祖母。葉子と玲には辛く当たり、麻央だけを溺愛する。

### パティスリー・シャルロット
井川 さつき〈24〉
演 - 原幹恵
社員パティシエール。製菓専門学校卒業後、社員として店に就職する。玲と同じく社内研修制度のパリ留学を希望しており、店長に優遇されている玲を見ているうちに、嫉妬心が芽生えていく。
西川 純
演 - 清水一希
バイト仲間。優しい性格で、玲が無断欠勤した夜に家を訪ねて励ましたり、無戸籍だとわかった後も何かと気遣ったりしている。
磯辺 隆 / 安藤 典子
演 - 市橋正光 / 松田沙希
玲の先輩社員パティシエ。怜の成長を温かく見守っている。
安倍川 衣里
演 - 橋本麗香
店長。さばさばした性格をしている。玲のパティシエールとしての努力と才能を高く評価し、正社員に推薦する。

### 南区役所
筒井 宗太郎
演 - 勝信
田所 光子
演 - 濱田マリ
市民課戸籍係。樹山の上司。明るく大らかな性格をしており、積極的に樹山へ仕事上の助言を行う。

### その他
草野 広太〈21〉
演 - 中村蒼
生活保護の受給申請の相談をするために南区役所を訪れ、その時に見かけた玲に興味を持つようになる。無戸籍の人が集まるサイトで、「ウイスキーボンボン」というハンドルネームを使って玲の相談に応じている。実は玲と同じく無戸籍児で、これまで必死に1人で生きてきたため、義務教育もまともに受けていない。
中津 大輔
演 - RIKIYA
週刊東西編集部記者。新聞記者時代の樹山の後輩。今でも樹山を慕っており、新聞社への復職を訴える。
片岡 直人
演 - 笹原尚季
片岡 亜沙美
演 - 霧島れいか
青木 一真
演 - 清水伸
樹山が玲に紹介した戸籍裁判に置ける事例に精通している弁護士。
鮎川 宏基〈39〉
演 - 要潤
谷崎葉子の元夫。結婚していた当時、妻への過度な暴力をはたらき、そのことが原因となり離婚する。葉子の父親である夏目のもとをたびたび訪れてはお金を受け取っていた。当初、玲の前では温和な態度を取っていたが、後に本性を現す。
夏目 周作〈63〉
演 - 北大路欣也
谷崎葉子の実父。旭川精密機器株式会社社長。最近、玲たちが暮らす町に越してきた。玲が店頭で接客をしている時、必ず玲の作ったアップルパイを買っていた。葉子と鮎川の仲裁に入るが揉みあっているなかで誤って刺されてしまう。

## スタッフ
- 脚本 - 渡辺千穂、水野宗徳、千葉美鈴
- 演出 - 河野圭太、城宝秀則、池辺安智、木下高男
- 音楽 - 井筒昭雄
- 音楽プロデューサー - 志田博英
- 演出補 - 池辺安智、鈴木統、河野博明、平田悠子
- 記録 - 津嶋由起江、初山澄乃
- 音響効果 - 本郷俊介
- 視覚効果 - 江崎公光
- CG - 豊直康
- タイトルバック - 本田貴雄
- 協力 - 葛飾区役所
- 取材協力 - 全国連合戸籍住民基本台帳事務協議会
- 撮影協力 - 開成町役場
- 製菓監修・指導 - 辻調グループ校（エコール辻東京）
- 菓子制作 - パティスリー・ブリーズ
- 法律監修 - ヴァスコ・ダ・ガマ法律会計事務所
- 医療監修 - 水野靖大、富坂美織
- デザインコーディネーター - 小泉雄士
- コピーライター - 須藤正晴
- 編成企画 - 太田大
- プロデュース - 川西琢
- プロデュース補 - 羽鳥秋乃、巻島結花
- プロデュース補 / 演出補 - 木村政和
- 制作 - フジテレビ
- 制作著作 - 共同テレビ

## 主題歌
- BUMP OF CHICKEN「firefly」（TOY'S FACTORY）

### 挿入歌
- アデル「Set Fire to the Rain」「Someone Like You」（XL Recordings / Hostess）

## 受賞歴
- 第37回エランドール賞
  - 新人賞（武井咲）

## 放送日程
| 各話                                                      | 放送日        | サブタイトル                                            | 脚本              | 演出     | 視聴率 |
| --------------------------------------------------------- | ------------- | ------------------------------------------------------- | ----------------- | -------- | ------ |
| 第1話                                                     | 2012年7月10日 | 無戸籍…存在しない少女と罪を背負った男衝撃の夏が今始まる | 渡辺千穂          | 河野圭太 | 12.1%  |
| 第2話                                                     | 2012年7月17日 | 今夜衝撃の告白!母の壮絶な秘密が今私を襲う               | 渡辺千穂          | 河野圭太 | 10.2%  |
| 第3話                                                     | 2012年7月24日 | 母娘哀しき断絶!そして新たな悲劇開幕                     | 渡辺千穂          | 城宝秀則 | 11.0%  |
| 第4話                                                     | 2012年7月31日 | 直接対決!いま襲い掛かる同情という名の悪意               | 渡辺千穂          | 河野圭太 | 09.3%  |
| 第5話                                                     | 2012年8月07日 | 最悪の悪夢がやって来た…あの男がついに                   | 水野宗徳 千葉美鈴 | 城宝秀則 | 10.1%  |
| 第6話                                                     | 2012年8月14日 | 19年の秘密…すべてを切り裂く訪問者                       | 千葉美鈴          | 池辺安智 | 08.1%  |
| 第7話                                                     | 2012年8月21日 | 私は誰の子?惨劇の一夜                                   | 渡辺千穂          | 河野圭太 | 10.6%  |
| 第8話                                                     | 2012年8月28日 | 一編の記事が全てを壊す…今はただ抱きしめて               | 水野宗徳          | 池辺安智 | 08.2%  |
| 第9話                                                     | 2012年9月04日 | 悪夢の晩餐会へようこそ…遂に明かされる家族の謎           | 水野宗徳 千葉美鈴 | 河野圭太 | 11.0%  |
| 第10話                                                    | 2012年9月11日 | 天国か地獄か…ついに明かされる出生の真相!                | 水野宗徳          | 木下高男 | 07.8%  |
| 最終話                                                    | 2012年9月18日 | 絶望の果てに見た光…2人の最後の答え                      | 水野宗徳          | 河野圭太 | 08.6%  |
| 平均視聴率 9.8%（視聴率は関東地区・ビデオリサーチ社調べ） |               |                                                         |                   |          |        |

- 第9話は「FIFA U-20女子ワールドカップJAPAN2012準決勝 日本×ドイツ」中継のため21：35 - 22：29の放送。
- 同枠では『オトメン（乙男）〜秋〜』以来、1クールの作品だと『ハチミツとクローバー』以来に平均視聴率が一桁台となった。